# 地区主义
地区主义（英語：Regionalism）是一种政治意識形態，含有三种不同的要素：要求在统一国家内实行地区自治的运动；国家以地区为基础组织起来执行其政策，包括地区发展政策；权力下放和地区自治。